# Strade Bianche 2024
Das Straßenradrennen Strade Bianche 2024 war die 18. Austragung des italienischen Eintagesrennens. Das Rennen fand am 2. März 2024 statt und war Teil der UCI WorldTour 2024.
Den Sieg sicherte sich der Slowene Tadej Pogačar (UAE Team Emirates), der sich 81 Kilometer vor dem Ziel vom Hauptfeld ablöste und als Solist im Ziel ankam. Mit einem Rückstand von zwei Minuten und 44 Sekunden setzte sich Toms Skujiņš (Lidl-Trek) im Kampf um Platz zwei vor Maxim Van Gils (Lotto Dstny) durch.

## Teilnehmende Mannschaften und Fahrer
Neben den 18 UCI WorldTeams gingen auch 7 UCI ProTeams bei dem Rennen an den Start. Für jede Mannschaft waren sieben Fahrer startberechtigt.
Mit Thomas Pidcock (Ineos Grenadiers), Tadej Pogačar (UAE Team Emirates), Julian Alaphilippe (Soudal Quick-Step) und Michał Kwiatkowski (Ineos Grenadiers) nahmen vier ehemalige Sieger an der 18. Austragung teil.
Als Favoriten galten in erster Linie Tadej Pogačar, Tim Wellens, Marc Hirschi, Isaac Del Toro (alle UAE Team Emirates), Thomas Pidcock, Magnus Sheffield, Thymen Arensman (alle Ineos Grenadiers), Julian Alaphilippe (Soudal Quick-Step), Daniel Felipe Martínez, Sergio Higuita (beide Bora-hansgrohe), Sepp Kuss, Attila Valter, Ben Tulett (alle Visma-Lease a Bike), Richard Carapaz, Ben Healy, Neilson Powless (alle EF Education-EasyPost), Matej Mohorič (Bahrain Victorious), Valentin Madouas und Romain Grégoire (beide Groupama-FDJ). Zum erweiterten Favoritenkreis zählten Andrea Bagioli, Quinn Simmons, Toms Skujiņš (alle Lidl-Trek), Lennert Van Eetvelt, Maxim Van Gils (alle Lotto Dstny), Romain Bardet, Warren Barguil (beide dsm-firmenich PostNL), Stephen Williams, Dylan Teuns (Israel-Premier Tech) und Davide Formolo (Movistar), sowie Christophe Laporte (Visma-Lease a Bike), Kasper Asgreen (Soudal Quick-Step), Quinten Hermans (Alpecin-Deceuninck) und Magnus Cort Nielsen (Uno-X Mobility), denen die veränderte Streckenführung jedoch nicht entgegenkam.
| UCI WorldTeams | UCI WorldTeams                  | UCI WorldTeams | UCI WorldTeams        | UCI WorldTeams | UCI WorldTeams            | UCI ProTeams | UCI ProTeams                 |
| -------------- | ------------------------------- | -------------- | --------------------- | -------------- | ------------------------- | ------------ | ---------------------------- |
| ADC            | Alpecin-Deceuninck              | EFE            | EF Education-EasyPost | DFP            | Team dsm-firmenich PostNL | IPT          | Israel-Premier Tech          |
| ARK            | Arkéa-B&B Hotels                | GFC            | Groupama-FDJ          | JAY            | Team Jayco AlUla          | LDT          | Lotto Dstny                  |
| AST            | Astana Qazaqstan Team           | IGD            | Ineos Grenadiers      | TVL            | Team Visma-Lease a Bike   | Q36          | Q36.5 Pro Cycling Team       |
| TBV            | Bahrain Victorious              | IWA            | Intermarché-Wanty     | UAD            | UAE Team Emirates         | COR          | Team Corratec – Vini Fantini |
| BOH            | Bora-Hansgrohe                  | LTK            | Lidl-Trek             |                |                           | PTK          | Team Polti Kometa            |
| COF            | Cofidis                         | MOV            | Movistar Team         |                |                           | TUD          | Tudor Pro Cycling Team       |
| DAT            | Decathlon AG2R La Mondiale Team | SOQ            | Soudal Quick-Step     |                |                           | UXM          | Uno-X Mobility               |

## Streckenführung

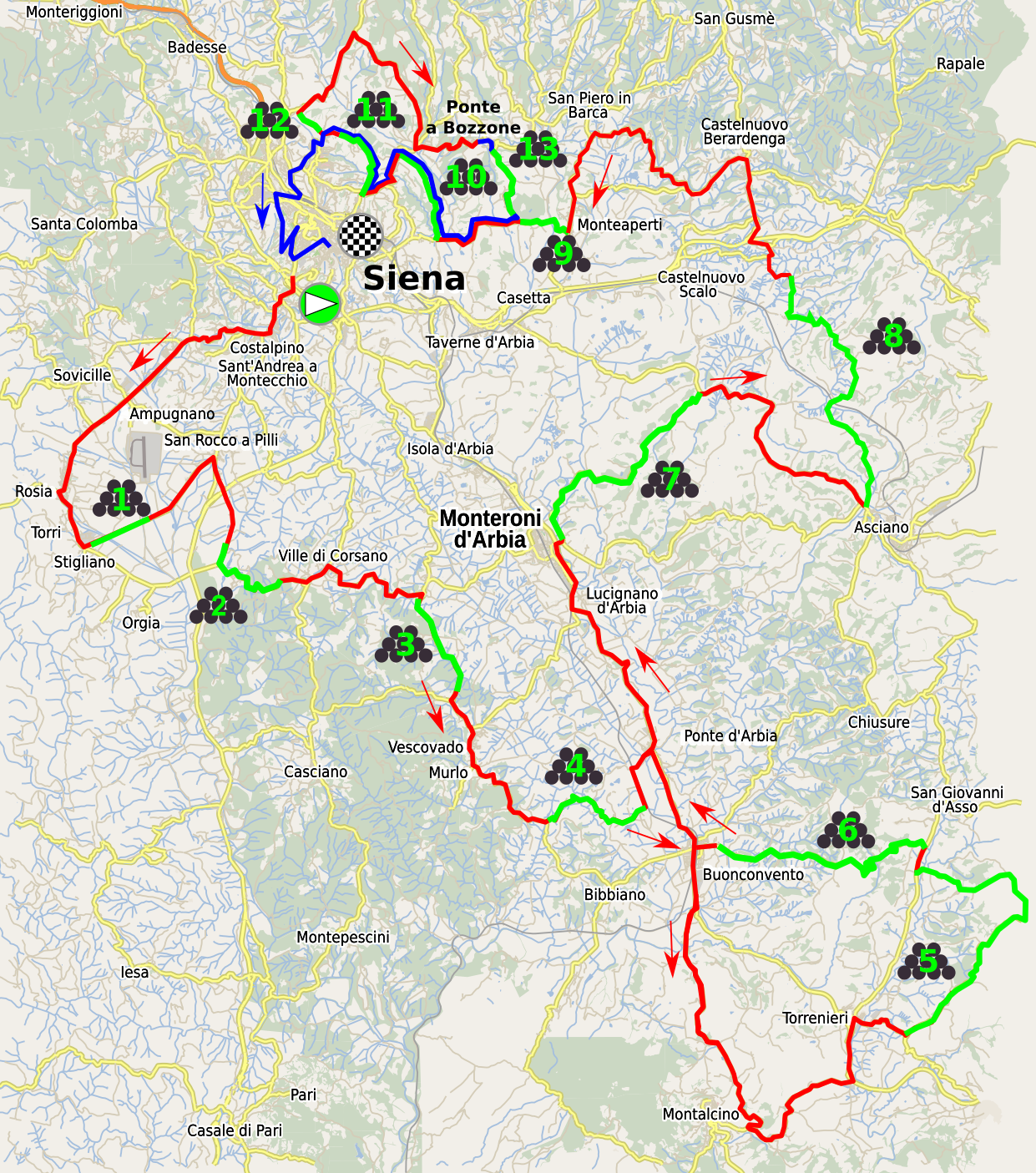
Karte der Strade Bianche 2024

Mit einer Länge von 215 Kilometern war die Strecke der 18. Austragung um rund 30 Kilometer länger als jene des Vorjahres. Dies lag an einer zusätzlichen Schleife, die in der finalen Rennphase befahren wurde. Die neue Streckenführung umfasste 15 Schotter-Sektoren, die mit 71,8 Kilometern 33,4 Prozent der Gesamtdistanz ausmachten.
Als Start- und Zielort diente erneut Siena, ehe die Strecke in Richtung Süden durch die hüglige Toskana führte. Auf den ersten 50 Kilometern wurden bereits die ersten vier Schotterpassagen befahren, ehe mit der asphaltierten Auffahrt nach Montalcino (462 m) der höchste Punkt des Rennens bei Kilometer 67 erreicht wurde. Nun folgten auf dem Rückweg gen Norden mit dem Lucignano d’Asso und dem Pieve a Salti zwei lange Sektoren, wobei letzterer großteils abschüssig verlief. Etwa zur Hälfte der Renndistanz folgte die Kombination der Sektoren San Martino in Grania und Monte Sante Marie, die in den vergangenen Jahren meist das Finale einläuteten. Wie im Vorjahr wurden nun die drei kurzen, aber steilen Schotterpisten des Monteaperti, Colle Pinzuto und Le Tolfe befahren. Die Kombination begann jedoch bereits 55 Kilometer vor dem Ziel, ehe die Fahrer mit der Strada del Castagno einen neuen Sektor in Angriff nahmen, der die Fahrer östlich von Siena in Richtung Norden leitete. Nach 12,5 asphaltierten Kilometern folgte der abschüssige Montechiaro-Sektor, der zuletzt im Jahr 2013 befahren wurde. Dieser führte die Fahrer zurück zum Colle Pinzuto, der ebenso wie die Schotterrampe Le Tolfe im Finale ein zweites Mal überquert wurde. 11,7 Kilometer vor dem Ziel wurde der letzte Schotterabschnitt verlassen und die Strecke führte aus nördlicher Richtung ins Zentrum von Siena. Auf dem letzten Kilometer musste zunächst die kurze, enge und bis zu 16 % steile Via Santa Caterina bezwungen werden, ehe das Rennen leicht abschüssig auf der Piazza del Campo endete.
| #  | Sektoren              | km    | Länge (in km) | Schwierigkeit |
| -- | --------------------- | ----- | ------------- | ------------- |
| 1  | Vidritta              | 14    | 2,1           | ★             |
| 2  | Bagnaia               | 21,3  | 5,8           | ★★★           |
| 3  | Radi                  | 33,4  | 4,4           | ★★            |
| 4  | La Piana              | 44,1  | 6,4           | ★★            |
| 5  | Lucignano d’Asso      | 76,8  | 11,9          | ★★★★          |
| 6  | Pieve a Salti         | 89,7  | 8             | ★★★★          |
| 7  | San Martino in Grania | 112,7 | 9,5           | ★★★★★         |
| 8  | Monte Sante Marie     | 131   | 11,5          | ★★★★★         |
| 9  | Monteaperti           | 161,3 | 0,6           | ★★            |
| 10 | Colle Pinzuto         | 165,7 | 2,4           | ★★★★          |
| 11 | Le Tolfe              | 171,9 | 1,1           | ★★★★          |
| 12 | Strada del Castagno   | 175,4 | 1,3           | ★★★           |
| 13 | Montechiaro           | 189,2 | 3,3           | ★★            |
| 14 | Colle Pinzuto         | 195,9 | 2,4           | ★★★★          |
| 15 | Le Tolfe              | 202,2 | 1,1           | ★★★★          |
|    | Ziel                  | 215   |               |               |

## Rennverlauf und Ergebnis
Unmittelbar nach dem Start kam es zu den ersten Angriffen im Hauptfeld, wobei sich keine Gruppe entscheidend absetzen konnte. Nach den ersten drei Sektoren bildete sich nach rund 43 Kilometern eine Ausreißergruppe, in der mit Dion Smith (Intermarché-Wanty), Lawson Craddock (Jayco AlUla), Anders Halland Johannessen (Uno-X Mobility), Mark Donovan (Q36.5) und Nils Brun (Tudor) fünf Fahrer vertreten waren. Die Ausreißer konnten jedoch nur einen geringen Vorsprung herausfahren.
Im Sektor Pieve a Salti kam es nach rund 94 Kilometern zu einem Sturz im Hauptfeld, in den auch Julian Alaphilippe (Soudal Quick-Step) involviert war. Kurz darauf wurden alle Ausreißer vom Peloton gestellt, in dem Quinn Simmons (Lidl-Trek) und Magnus Cort Nielsen (Uno-X Mobility) das Tempo forcierten. Die beiden konnten sich bei einsetzendem Regen jedoch nicht entscheiden absetzen und wurden wenig später wieder eingeholt. Das Hauptfeld beinhaltete zu diesem Zeitpunkt nur noch rund 25 Fahrer.
81 Kilometer vor dem Ziel griff Tadej Pogačar (UAE Team Emirates) im Sektor des Monte Sante Marie an. Mit Ben Healy (EF Education-EasyPost) und Maxim Van Gils (Lotto Dstny) versuchten zwei Fahrer dem Slowenen zu folgen, was ihnen jedoch nicht gelang. Im ehemaligen Hauptfeld kamen unterdessen Toms Skujiņš und Quinn Simmons (beide Lidl-Trek) zu Sturz, wobei erster wieder zur Hauptgruppe aufschloss. Tadej Pogačar hatte unterdessen einen Vorsprung von rund zwei Minuten herausgefahren und nahm die kurzen, aber steilen Schlusssektoren als Solist in Angriff. Aus der Verfolgergruppe setzten sich mit Romain Bardet (dsm-firmenich PostNL), Benoît Cosnefroy (Decathlon AG2R La Mondiale), Lennert Van Eetvelt (Lotto Dstny) und Krists Neilands (Israel-Premier Tech) kurzzeitig vier Fahrer ab, die jedoch den Rückstand zum Führenden nicht verkürzen konnten. Auch eine Tempoverschärfung von Ben Healy im Colle Pinzuto brachte keine Veränderung.
Nachdem es in der Verfolgergruppe immer wieder zu Angriffen gekommen war, forcierte Maxim Van Gils das Tempo im steilen Schotter-Sektor von Le Tolfe rund 40 Kilometer vor dem Ziel. Der Belgier konnte rasch eine Lücke von rund 30 Sekunden herausfahren, ehe sich auch Toms Skujiņš 30 Kilometer vor dem Ziel von der Verfolgergruppe absetzte. Der Lette schloss zehn Kilometer später im Sektor des Montechiaro zu Maxim Van Gils auf, dessen Rückstand auf Tadej Pogačar auf drei Minuten angewachsen war. Kurz vor der zweiten Auffahrt auf den Colle Pinzuto griff Thomas Pidcock (Ineos Grenadiers) in der Verfolgergruppe an. Der Brite konnte die Lücke zu den vor ihm liegenden Fahrern nicht mehr schließen und belegte schlussendlich den vierten Rang.
Tadej Pogačar erreichte das Ziel auf dem Piazza del Campo mit einem souveränen Vorsprung von zwei Minuten und 44 Sekunden. Für den Slowenen war es somit nach 2022 sein zweiter Triumph bei der Strade Bianche. Dahinter setzte sich Toms Skujiņš im Schlussanstieg der Via Santa Caterina gegenüber Maxim Van Gils durch und belegte den zweiten Rang.
| Platz | Fahrer             | Nation | Team                            | Zeit                   |
| ----- | ------------------ | ------ | ------------------------------- | ---------------------- |
| 01.   | Tadej Pogačar      | SLO    | UAE Team Emirates               | 5:19:45 h (40,34 km/h) |
| 02.   | Toms Skujiņš       | LAT    | Lidl-Trek                       | + 2:44 min             |
| 03.   | Maxim Van Gils     | BEL    | Lotto Dstny                     | + 2:47 min             |
| 04.   | Thomas Pidcock     | GBR    | Ineos Grenadiers                | + 3:50 min             |
| 05.   | Matej Mohorič      | SLO    | Bahrain Victorious              | + 4:26 min             |
| 06.   | Benoît Cosnefroy   | FRA    | Decathlon AG2R La Mondiale Team | + 4:39 min             |
| 07.   | Davide Formolo     | ITA    | Movistar Team                   | + 4:41 min             |
| 08.   | Lenny Martinez     | FRA    | Groupama-FDJ                    | + 4:48 min             |
| 09.   | Filippo Zana       | ITA    | Team Jayco AlUla                | + 4:49 min             |
| 10.   | Christophe Laporte | FRA    | Team Visma-Lease a Bike         | + 5:17 min             |

## Vergabe der UCI-Punkte
Die Strade Bianche 2024 war Teil der UCI WorldTour 2024. Nach dem Rennen wurden UCI-Punkte vergeben, die sich auf die Platzierung der Fahrer und Mannschaften im UCI Ranking auswirkten. Die Punktevergabe erfolgt nach folgendem Schlüssel:
| Platzierung  | 1.  | 2.  | 3.  | 4.  | 5.  | 6.  | 7.  | 8.  | 9. | 10. | Anmerkung                               |
| ------------ | --- | --- | --- | --- | --- | --- | --- | --- | -- | --- | --------------------------------------- |
| Tageswertung | 400 | 320 | 260 | 220 | 180 | 140 | 120 | 100 | 80 | 68  | gestaffelt bis zum 60. Platz (2 Punkte) |